# Отделение ООН в Найроби
Отделение Организации Объединённых Наций в Найроби (англ. United Nations Office at Nairobi, ЮНОН, суахили Ofisi ya Umoja wa Mataifa Nairobi) — одно из четырёх основных отделений Организации Объединённых Наций, помимо штаб-квартиры ООН в Нью-Йорке, отделения в Вене (Австрия) и отделения в Женеве (Швейцария). Отделение расположено в Найроби, столице Кении. Основано в 1996 году как официальная штаб-квартира ООН в Африке.
В Отделении Организации Объединённых Наций в Найроби также находится глобальная штаб-квартира двух программ: Программы ООН по окружающей среде (ЮНЕП) и Программы ООН по населённым пунктам (ООН-Хабитат).
В ноябре 2004 года Совет Безопасности ООН провёл редкое заседание в Найроби для обсуждения вооружённых конфликтов на юге и западе Судана, которые составили этап Второй гражданской войны в Судане. Встреча была созвана по настоянию тогдашнего посла США Джона Денфорта.

## Комплекс зданий
Комплекс зданий расположен рядом с лесом Карура в районе Гигири Найроби, вдоль авеню Организации Объединённых Наций. Он стоит через дорогу от посольства США в Кении.
Комплекс ООН включает в себя «зелёное» здание, полностью энергетически и углеродно-нейтральное здание, в котором расположены офисы ЮНЕП и ООН-Хабитат. Это первое в своём роде здание в Африке, в котором используется переработка воды и использование естественного света для снижения зависимости от искусственного освещения. Кроме того, здание спроектировано таким образом, чтобы использовать естественный поток воздуха вместо кондиционирования воздуха, и оно оснащено солнечными батареями для выработки всей энергии, которую может потреблять здание. Его открыли 31 марта 2011 года Генеральный секретарь ООН Пан Ги Мун и президент Кении Мваи Кибаки.

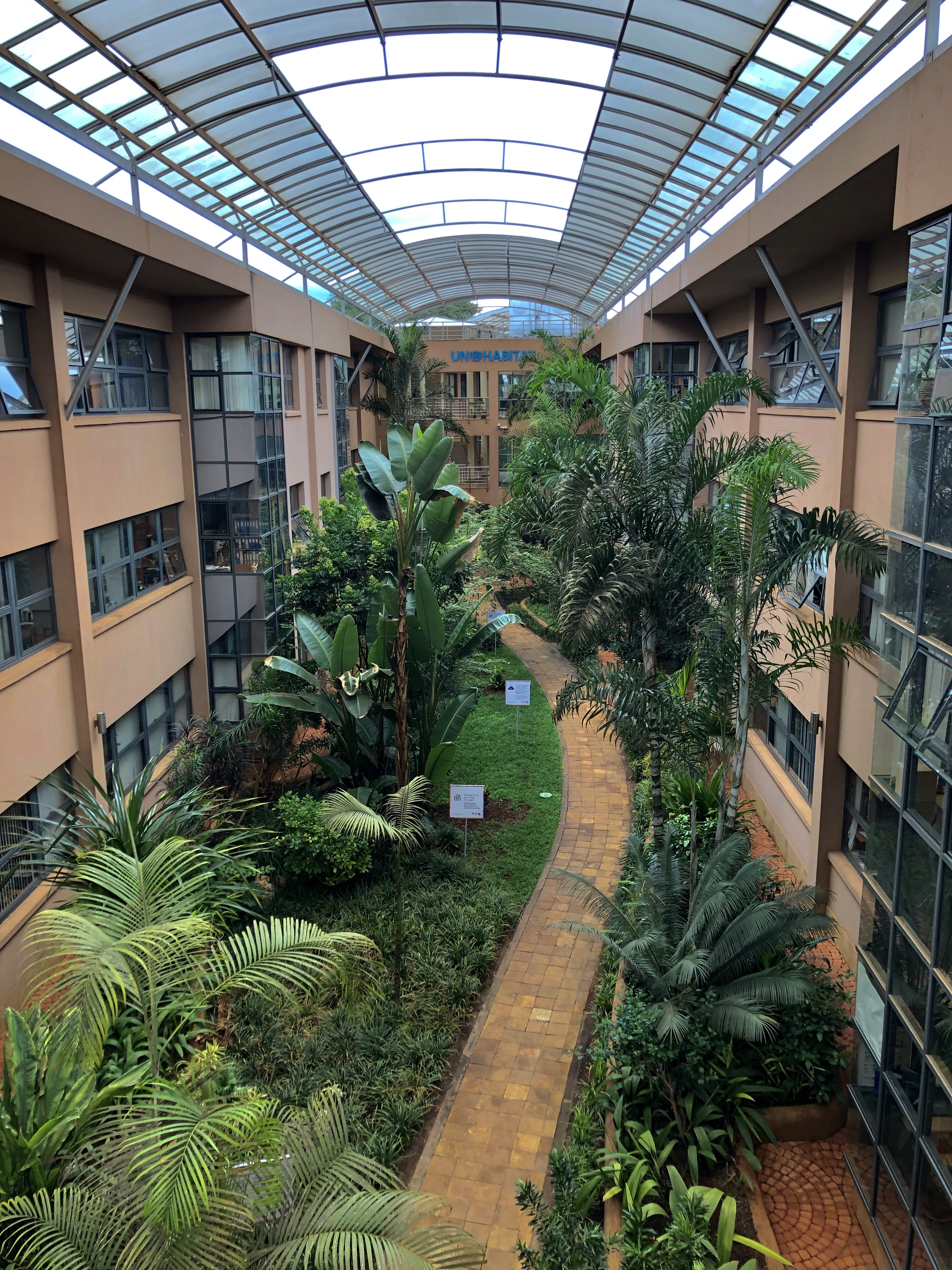
Офисное здание ООН-Хабитат и ЮНЕП с нулевым энергопотреблением

С 2006 года в офисе постоянно выставляется серия скульптур «Сгоревшие деревья», созданная монакским художником Филиппом Пастором и призванная привлечь внимание к лесным пожарам.

## Визиты
Офисный комплекс также может посетить публика в форме заранее забронированных экскурсий, организованных Службой посетителей ООН в Найроби. У всех желающих есть возможность заказать экскурсию, во время которой можно узнать об истории и работе ООН, а также получить возможность увидеть офисы, в том числе упомянутое зелёное здание. Экскурсии проводятся каждый день в рабочее время на разных языках (например, английском, китайском, немецком, французском, суахили).

## Учредительные агентства

### Штаб-квартиры в Найроби
- Программа ООН по окружающей среде (ЮНЕП)
- Программа ООН по населённым пунктам (ООН-Хабитат)

### Присутствуют в Найроби
- Продовольственная и сельскохозяйственная организация ООН
- Международная организация гражданской авиации
- Международная организация труда
- Международная морская организация
- Международный валютный фонд
- Объединённая программа ООН по ВИЧ/СПИД
- Центр регионального развития Организации Объединённых Наций, Африканский офис
- ЮНИФЕМ
- Программа развития ООН
- Управление ООН по наркотикам и преступности
- ЮНЕСКО
- Управление верховного комиссара ООН по делам беженцев
- ЮНИДО
- ЮНИСЕФ
- Общие воздушные службы Организации Объединённых Наций
- Управление ООН по координации гуманитарных вопросов
- Управление ООН по обслуживанию проектов
- Политическое отделение ООН для Сомали
- Фонд ООН в области народонаселения
- Всемирный банк
- Всемирная продовольственная программа
- Всемирная организация здравоохранения

ЮНОН также проводит ежегодную конференцию «Восточноафриканская модель Организации Объединённых Наций» для студентов средних школ и университетов из Восточной Африки.

## Генеральные директоры
ЮНОН возглавляет Генеральный директор, имеющий ранг заместителя Генерального секретаря в системе Организации Объединённых Наций. Генеральный директор назначается Генеральным секретарём. Нынешним Генеральным директором является Зайнаб Бангура из Сьерра-Леоне.
1. Клаус Тёпфер, Германия, 1998—2006
2. Анна Тибайджука[англ.], Танзания, 2006—2009
3. Ахим Штайнер[англ.], Бразилия, 2010—2011
4. Сахле-Ворк Зевде, Эфиопия, 2011—2018
5. Ханна Тетте[англ.], Гана, 2018—2019
6. Маймуна Мод Шариф[англ.][16], Малайзия, 2019—2020
7. Зайнаб Бангура[17], Сьерра-Леоне, 2020-наст.время.